# Asthenargus edentulus
Asthenargus edentulus là một loài nhện trong họ Linyphiidae.
Loài này thuộc chi Asthenargus. Asthenargus edentulus được Andrei V. Tanasevitch miêu tả năm 1989.